# Тоджварон
Тоджварон (тадж. Тоҷварон, до марта 2022 г. — Карамик) — село в Сайлиободском сельском джамоате Лахшского района. Расстояние от села до центра района — 95 км, до центра джамоата — 45 км. Население — 1217 человек (2017 г.), таджики.
В сентябре 2022 года во время конфликта на киргизско-таджикской границе военнослужащие КР обстреляли школу №15, в результате которого 3 ученика получили ранения.